# Јелашци (Калиновик)
Јелашци су насељено мјесто у општини Калиновик, Република Српска, БиХ. Према попису становништва из 2013. године у насељу је живјело 133 становника.

## Географија
Село се налази испод брда Каћуна, а поред села се налази крашко Јелешачко
поље. У селу влада варијанта планинске климе, са топлим љетима и хладним и снијежним зимама.

## Становништво
| Националност       | 2013. | 1991.        | 1981.        | 1971.        | 1961. | 1953. | 1948. |
| Срби               |       | 225 (64,29%) | 277 (69,08%) | 345 (69,70%) | –     | –     | –     |
| Муслимани          |       | 122 (34,86%) | 105 (26,18%) | 148 (29,90%) | –     | –     | –     |
| Југословени        |       | 1 (0,286%)   | 18 (4,489%)  | –            | –     | –     | –     |
| Хрвати             |       | 1 (0,286%)   | –            | –            | –     | –     | –     |
| Црногорци          |       | –            | 1 (0,249%)   | –            | –     | –     | –     |
| остали и непознато |       | 1 (0,286%)   | –            | 2 (0,404%)   | –     | –     | –     |
| Укупно             | 133   | 350          | 401          | 495          | –     | –     | –     |

| Демографија | Демографија | Демографија |
| Година      | Становника  | Становника  |
| ----------- | ----------- | ----------- |
| 1971.       | 495         |             |
| 1981.       | 401         |             |
| 1991.       | 350         |             |
| 2013.       | 133         |             |

## Познате личности
- Петар Ашкраба Загорски, српски пјесник и публициста
- Смаил-ага Ченгић